# Finding Neverland (Musical)
Finding Neverland (Nimmerland finden) ist ein 2014 uraufgeführtes Musical von Ivor-Novello-Preisträger und Take-That-Frontmann Gary Barlow OBE in Zusammenarbeit mit Grammy-Preisträger Eliot Kennedy. Regie führte Harvard-Absolventin und Tony-Preisträgerin Diane Paulus, das Drehbuch stammt von dem britischen Dramatiker James Graham und die Choreografie übernahm Mia Michaels; den Gesamtauftrag vergab und überwachte Produzent Harvey Weinstein. Das Musical erzählt, an den wahren Begebenheiten angelehnt, die Geschichte um die Entstehung des Theaterklassikers „Peter Pan, or The Boy Who Wouldn’t Grow Up“ (Peter Pan oder Der Junge, der nicht erwachsen wurde / erwachsen werden wollte) von Sir James Matthew Barrie. Dieser Artikel behandelt am Rande außerdem zwei im Rahmen der Hauptproduktion entstandene Studioalben sowie ein früheres Musical (UA 2012 in Leicester, UK) mit gleichem Titel und ähnlichem Inhalt, jedoch weitgehend unabhängig von Barlows und Kennedys Version.

## Handlung
Zu Beginn des Stücks lernt der Zuschauer den schottischen Theaterautor James Matthew Barrie kennen, der im London der Jahrhundertwende unter einer Schreibblockade und dem Erwartungsdruck seiner Arbeitgeber und Zuschauer leidet. Er kehrt nach einem Empfang niedergeschlagen nach Hause zurück und stellt fest, dass auch seine Ehe mehr und mehr unter seinem Karrieretiefpunkt leidet. Barries recht oberflächliche und vor allen Dingen an Statuserhalt und gesellschaftlichen (aristokratischen) Kontakten interessierte Frau kann mit seiner kindlichen Fantasie nicht mithalten und distanziert sich stetig von ihm. Bei seinen Spaziergängen in den Londoner Kensington Gardens lernt er die junge Witwe Sylvia Llewelyn Davies und ihre vier Söhne kennen und freundet sich mit ihnen an. Er verbringt viel Zeit mit den Kindern, verkleidet sich, bringt ihnen Kunststücke bei und nimmt sie mit in immer neue abenteuerliche Fantasiewelten voller Kinderhelden wie Cowboys und Piraten. Besonders Peter, dem mittleren Sohn, fühlt er sich verbunden und bemüht sich, dem bedrückten und verschlossenen Jungen ein Stück weit Fantasie und Freude zurückzugeben. Zugleich hat er aber mit den Restriktionen einer steifen und gehemmten Gesellschaft, den misstrauischen Augen von Sylvias herrischer Mutter wie auch mit den eigenen Hemmungen zu kämpfen. Seine Abenteuer mit den Kindern bieten Barrie schließlich Inspiration für ein neues Theaterstück, dessen Umsetzung aufgrund seiner außergewöhnlichen Ideen zuerst von Konflikten geprägt ist: So sollen die Schauspieler über die Bühne fliegen, mit Feen sprechen und Tierkostüme tragen. Nach anfänglicher Skepsis wird Peter Pan dann schließlich ein voller Erfolg und revolutioniert das Theater nachhaltig: Die völlig auf die Erwachsenen der Oberschicht ausgerichtete Unterhaltungsindustrie öffnet sich mit diesem Werk für Kinder, die zuvor nichts im Theater verloren hatten. Doch dann erkrankt Sylvia schwer und der Glaube der Kinder an die Möglichkeit einer heilen, fantastischen Welt wird erneut auf die Probe gestellt. Barrie gelingt es dennoch, ihren Lebensmut zu bewahren. Auf dem Sterbebett überträgt Sylvia ihrer Mutter und James das Sorgerecht für die Jungen. Sylvias Tod wird der Vorstellung Barries entsprechend als Übergang in das Nimmerland dargestellt, welches in dieser Umsetzung an die alttestamentarische Vorstellung des paradiesischen Gartens erinnert.

## Hintergrund
Die Geschichte des Peter-Pan-Autors beruht auf wahren Begebenheiten: Tatsächlich spielte Barrie im Leben der Llewelyn-Davies-Familie zunehmend eine wichtige, fast väterliche Rolle, bis hin zur informellen Adoption der fünf Kinder nach Sylvias Tod. Auch, dass ebendiese Kinder ihn zu seinem Meisterwerk Peter Pan inspirierten, entspricht zumindest den Aussagen Barries.
Das Musical wurde inspiriert durch einen im Original gleichnamigen Spielfilm aus dem Jahr 2004, im deutschsprachigen Raum bekannt unter dem Titel Wenn Träume fliegen lernen. Dieser wiederum basiert auf dem Bühnenstück The Man Who Was Peter Pan von Allan Knee. Produziert wurde das Musical von Harvey Weinstein, der bereits für die Filmvorlage als ausführender Produzent tätig war.
Eine frühere Version des Musicals feierte im September 2012 Premiere im Curve Theatre in Leicester (England), nachdem ein geplanter Auftakt im La Jolla Playhouse im Herbst 2011 abgesagt worden war. Dieses Musical stand unter der Regie von Rob Ashford, Allan Knee (Autor der Literaturvorlage) schrieb das Drehbuch, Scott Frankel und Michael Korie die Musik. Zu dieser Zeit war bereits ein Weiterzug nach London West End für 2013 geplant, nach gemischten Kritiken und Uneinigkeiten hinter der Bühne entschied sich Weinstein stattdessen für eine Generalüberholung des Stückes durch ein neues Schöpferteam und verlegte die Produktion in die Vereinigten Staaten. Durch eine Empfehlung von James Corden stieß er auf den englischen Singer-Songwriter Gary Barlow OBE, den er für die Komposition und Text gewinnen konnte. Der britische Produzent Eliot Kennedy, mit dem Barlow schon seit den frühen Take That Erfolgen zusammenarbeitete, trug ebenfalls zur musikalischen Gestaltung des Stückes bei. Als Drehbuchautor wurde der britische Dramatiker James Graham engagiert, die Ausführung übernahm die US-amerikanische Regisseurin Diane Paulus.
Diese komplett überarbeitete Fassung von Barlow und Kennedy ging 2014 im American Repertory Theater (A.R.T.) der Harvard-Universität in Cambridge (MA) an den Start. Nach Ende der ersten Spielzeit in Cambridge hielt die Produktion im März 2015 (offizielle Eröffnung: 15. April) Einzug am New Yorker Broadway und wurde zum Kassenschlager. Bis am 21. August 2016 am Broadway der letzte Vorhang fiel, brachte es die Show allein dort auf 600 Aufführungen. Ab Oktober 2016 begab sich das Musical mit neuem Ensemble auf eine Tournee durch 25 US-amerikanische Städte, zeitgleich begann der Weiterzug der Hauptproduktion nach England. Auftakt soll im Londoner West End im Frühjahr 2017 sein.

## Inszenierungen
- 2012: Curve Theatre, Leicester, England (Vorgängerversion, nur wenige Aspekte wurden übernommen)
- 2014: American Repertory Theater (A.R.T.), Cambridge, Massachusetts
- 2015/16: Lunt Fontanne Theater,[18] Broadway, NYC, USA[7]
- seit 2016: ursprünglich zehnmonatige US-Tournee, seither laufend verlängert, Aufführungen noch bis mindestens Juni 2019[19]
- angekündigt: West End, London, GB[7]

## Ensemble
| Rolle                        | Leicester – Ursprüngliche Besetzung 2012 (Vorgänger)        | A.R.T. – Ursprüngliche Besetzung 2014          | Broadway – Ursprüngliche Besetzung 2015                    | USA – Tourneebesetzung 2016                                    | West End – Ursprüngliche Besetzung 2017 |
| ---------------------------- | ----------------------------------------------------------- | ---------------------------------------------- | ---------------------------------------------------------- | -------------------------------------------------------------- | --------------------------------------- |
| J. M. Barrie                 | Julian Ovenden                                              | Jeremy Jordan                                  | Matthew Morrison                                           | Billy Harrigan Tighe Cameron Bond (u/s)                        | Alfie Boe                               |
| Sylvia Llewelyn Davies       | Rosalie Craig                                               | Laura Michelle Kelly                           | Laura Michelle Kelly                                       | Christine Dwyer Sarah Marie Charles (u/s) Crystal Kellog (u/s) |                                         |
| Charles Frohman / James Hook | Oliver Boot                                                 | Michael McGrath                                | Kelsey Grammer                                             | Tom Hewitt Cameron Bond (AT)                                   |                                         |
| Mary Barrie                  | Clare Foster                                                | Jeanna de Waal                                 | Teal Wicks                                                 | Crystal Kellog Sarah Marie Charles (u/s)                       |                                         |
| Michael Llewelyn Davies      | Worrall Courtney Jon Joe Flynn Morgan Heath Jamieson Hughes | Alex Dreier                                    | Alex Dreier Hayden Signoretti Noah Hinsdale                | Jordan Cole Tyler Patrick Hennessy Mitchell Wray               |                                         |
| Jack Llewelyn Davies         | Connor Fitzgerald Harrisson Slater Garrett Tennant          | Hayden Signoretti                              | Hayden Signoretti Christopher Paul Richards Alex Dreier    | Tyler Patrick Hennessy Mitchell Wray Colin Wheeler             |                                         |
| George Llewelyn Davies       | Connor Phillips Josh Swinney Corey Wickenden                | Sawyer Nunes                                   | Sawyer Nunes Christopher Paul Richards Jackson Demott Hill | Finn Faulconer Ben Krieger Colin Wheeler                       |                                         |
| Peter Llewelyn Davies        | Theo Fewell Luke James Harry Folden                         | Aidan Gemme                                    | Aidan Gemme Christopher Paul Richards Jackson Demott Hill  | Ben Krieger Mitchell Wray Colin Wheeler                        |                                         |
| Mrs. du Maurier              | Liz Robertson                                               | Carolee Carmello                               | Carolee Carmello                                           | Karen Murphy                                                   |                                         |
| Miss Jones                   | kommt nicht vor                                             | Courtney Balan                                 | Courtney Balan                                             |                                                                |                                         |
| Miss Potter                  | kommt nicht vor                                             | Dana Costello                                  | Dana Costello                                              |                                                                |                                         |
| Mr. Turpin / Sir Edward      | Matt Wilman                                                 | Rory Donovan                                   | Rory Donovan                                               | Cameron Bond                                                   |                                         |
| Miss Bassett                 | kommt nicht vor                                             | Gaelen Gilliland                               | Jessica Vosk                                               | Victoria Huston-Elem                                           |                                         |
| Porthos                      | Champion Poolsway                                           | Thayne Jasperson                               |                                                            |                                                                |                                         |
| Mr. Cromer                   | kommt nicht vor                                             | Josh Lamon                                     | Josh Lamon                                                 |                                                                |                                         |
| Peter Pan                    | Michelle Francis                                            | Melanie Moore                                  | Melanie Moore                                              |                                                                |                                         |
| Bedienstete                  | kommen nicht vor                                            | Mary Page Nance Jonathan Ritter Ron Todorowski | Mary Page Nance Jonathan Ritter Ron Todorowski             |                                                                |                                         |
| Elliot                       | kommt nicht vor                                             | Stuart Neal                                    | Chris Dwan                                                 | Thomas Miller                                                  |                                         |
| Wendy                        | kommt nicht vor                                             | Emma Pfaeffle                                  | Emma Pfaeffle                                              | Adrianne Chu (AT)                                              |                                         |
| Lord Cannan                  | Edward Lewisd French                                        | Tyley Ross                                     | Tyley Ross                                                 |                                                                |                                         |
| Mr. Henshaw                  | kommt nicht vor                                             | Paul Slade Smith                               | Paul Slade Smith                                           | Dwelvan David                                                  |                                         |

- Abkürzungen: u/s bedeutet understudy (englisch für Zweitbesetzung); AT wird hier als Kürzel für eine reine Ausführung der jeweiligen Rolle in der Acting Troupe verwendet. Die Angaben entstammen der offiziellen Castliste des Musicals
- Unterschiede zur Leicester-Produktion: Lord Cannan entsprach in der Leicester-Produktion Lord Griffin und Charles Blount hieß Maximilian Blunt. Folgende Charaktere entfielen: PG Wodehouse (Norman Bowman), die Meerjungfrau (Ashley Hale), Scheherazade (Frankie Jenna), die Mutter (Julia Jupp), Arthur Conan Doyle (Martin Ledwith), Sally (Zoe Rainey), GK Chesteron (Gary Watson), Jerome K. Jerome (Stephen Webb), and David (James Scudamore).

### Wechsel (Broadway)
- Anthony Warlow ersetzte Kelsey Grammer als Charles Frohman / Captain Hook vom 10. Juli bis zum 27. September 2015.[20][21]
- Terrence Mann löste Anthony Warlow als Charles Frohman / Captain Hook vom 29. September 2015 an ab.[22]
- Kelsey Grammer kehrte vom 15. Januar bis zum 3. April 2016 in seine Rolle als Charles Frohman / Captain Hook zurück, Terence Mann pausierte in diesem Zeitraum.[23][24][25] Grammer ist außerdem im Gespräch, die Show im Januar 2017 nach England zu begleiten.[26]
- Tony Yazbeck ersetzte Matthew Morrison als J. M. Barrie ab dem 26. Januar 2016.[27]
- Sandy Duncan übernahm für Carolee Carmello als Mrs. du Maurier vom 12. Februar bis zum 27. März 2016.[28]
- Ab dem 29. März 2016 übernahm Alfie Boe von Tony Yazbeck die Rolle des J. M. Barrie.[29] Boe soll in dieser Rolle außerdem mit der Show nach England zurückkehren.[30]
- Ebenfalls am 29. März 2016 stieg Sally Ann Triplett als Madame du Maurier ein und blieb bis zum 1. Mai 2016. Sie ersetzte Sandy Duncan.[29]
- Kristy Cates-Frankfort ersetzte Jessica Vosk in der Rolle der Miss Bassett.

## Liedfolge

### US-Tournee
|       | Erster Akt                     |  | Darsteller                                                                             |
| ----- | ------------------------------ |  | -------------------------------------------------------------------------------------- |
| 1.    | „Welcome to London“            |  | London Parkgoers                                                                       |
| 2.    | „My Imagination“               |  | J. M. Barrie                                                                           |
| 3.    | „Believe“                      |  | J. M. Barrie, Sylvia Llewelyn Davies, Jungen, Ensemble                                 |
| 4.    | „The Dinner Party“             |  | Mary, Mrs. du Maurier, Lord Cannan, Frohman, Sylvia, J. M. Barrie, Jungen, Bedienstete |
| 5.    | „We Own the Night“             |  | Mary, Mrs. du Maurier, Lord Cannan, Frohman, Sylvia, J. M. Barrie, Jungen, Bedienstete |
| 6.    | „All That Matters“             |  | Sylvia                                                                                 |
| 7.    | „We Own the Night (Reprise)“   |  | George, Peter, Jack, Michael                                                           |
| 8.    | „Sylvia’s Lullaby“             |  | Sylvia Llewelyn Davies                                                                 |
| 9.    | „Neverland“                    |  | J. M. Barrie, Sylvia Llewelyn Davies                                                   |
| 10.1. | „Circus of Your Mind (Part 1)“ |  | Charles Frohman                                                                        |
| 10.2. | „Circus of Your Mind (Part 2)“ |  | Mary Barrie                                                                            |
| 10.3. | „Circus of Your Mind (Part 3)“ |  | Mrs. du Maurier                                                                        |
| 10.4. | „Circus of Your Mind (Part 4)“ |  | Frohman, Mary, Mrs. du Maurier und Ensemble                                            |
| 11.   | „Stronger (Part 1)“            |  | J. M. Barrie, James Hook, Ensemble                                                     |
| 12.   | „Live by the Hook“             |  | James Hook, Ensemble                                                                   |
| 13.   | „Stronger (Part 2)“            |  | J. M. Barrie, James Hook, Ensemble                                                     |

|     | Zweiter Akt                             |  | Darsteller                                                   |
| --- | --------------------------------------- |  | ------------------------------------------------------------ |
| 14. | „The World is Upside Down“              |  | J. M. Barrie, Frohman, Acting Troupe                         |
| 15. | „What You Mean to Me“                   |  | J. M. Barrie, Sylvia                                         |
| 16. | „Play“                                  |  | Frohman, Sylvia, Acting Troupe                               |
| 17. | „We’re All Made of Stars“               |  | Llewelyn Davies Jungen                                       |
| 18. | „When Your Feet Don’t Touch the Ground“ |  | J. M. Barrie, Peter                                          |
| 19. | „Something About This Night (Part 1)“   |  | Frohman, Acting Troupe, J. M. Barrie, Peter                  |
| 19. | „Something About This Night (Part 2)“   |  | Frohman, Acting Troupe, J. M. Barrie, Peter                  |
| 21. | „Neverland (Reprise)“                   |  | J. M. Barrie, Sylvia, Mrs. du Maurier, Jungen, Acting Troupe |
| 22. | „Finale (All That Matters)“             |  | Mrs. du Maurier, J. M. Barrie, Ensemble                      |

### Broadway-Produktion
|     | Erster Akt                            |  | Darsteller                                                                             |
| --- | ------------------------------------- |  | -------------------------------------------------------------------------------------- |
| 1.  | „If the World Turned Upside Down“     |  | J. M. Barrie                                                                           |
| 2.  | „All of London is Here Tonight“       |  | Charles Frohman, J. M. Barrie, Mary, Company                                           |
| 3.  | „The Pirates of Kensington“           |  | George, Jack, Michael, Peter                                                           |
| 4.  | „Believe“                             |  | J. M. Barrie, Sylvia Llewelyn Davies, Jungen, Ensemble                                 |
| 5.  | „The Dinner Party“                    |  | Mary, Mrs. du Maurier, Lord Cannan, Frohman, Sylvia, J. M. Barrie, Jungen, Bedienstete |
| 6.  | „We Own the Night“                    |  | Mary, Mrs. du Maurier, Lord Cannan, Frohman, Sylvia, J. M. Barrie, Jungen, Bedienstete |
| 7.  | „All That Matters“                    |  | Sylvia, Mrs. du Maurier                                                                |
| 8.  | „The Pirates of Kensington (Reprise)“ |  | George, Peter, Jack, Michael                                                           |
| 9.  | „Sylvia’s Lullaby“                    |  | Sylvia Llewelyn Davies                                                                 |
| 10. | „Neverland“                           |  | J. M. Barrie, Sylvia Llewelyn Davies                                                   |
| 11. | „Circus of Your Mind“                 |  | Frohman, Mary, Mrs. du Maurier, Ensemble                                               |
| 12. | „Live by the Hook“                    |  | James Hook, Ensemble                                                                   |
| 13. | „Stronger“                            |  | J. M. Barrie, James Hook, Ensemble                                                     |

|     | Zweiter Akt                             |  | Darsteller                                                   |
| --- | --------------------------------------- |  | ------------------------------------------------------------ |
| 14. | „The World is Upside Down“              |  | J. M. Barrie, Frohman, Acting Troupe                         |
| 15. | „What You Mean to Me“                   |  | J. M. Barrie, Sylvia                                         |
| 16. | „Play“                                  |  | Frohman, Sylvia, Acting Troupe                               |
| 17. | „We’re All Made of Stars“               |  | Llewelyn Davies Jungen                                       |
| 18. | „When Your Feet Don’t Touch the Ground“ |  | J. M. Barrie, Peter                                          |
| 19. | „Something About This Night“            |  | Frohman, Acting Troupe, J. M. Barrie, Peter                  |
| 20. | „Neverland (Reprise)“                   |  | J. M. Barrie, Sylvia, Mrs. du Maurier, Jungen, Acting Troupe |
| 21. | „Finale (All That Matters)“             |  | Mrs. du Maurier, J. M. Barrie, Ensemble                      |

### A.R.T.-Produktion
|     | Erster Akt                            |  | Darsteller                                                                             |
| --- | ------------------------------------- |  | -------------------------------------------------------------------------------------- |
| 1.  | „Anywhere But Here“                   |  | J. M. Barrie                                                                           |
| 2.  | „Better“                              |  | Charles Frohman, J. M. Barrie, Acting Troupe                                           |
| 3.  | „Rearranging the Furniture“           |  | Mary Barrie, Bedienstete                                                               |
| 4.  | „Believe“                             |  | J. M. Barrie, Sylvia Llewelyn Davies, Boys und Ensemble                                |
| 5.  | „All That Matters“                    |  | Sylvia, Mrs. du Maurier                                                                |
| 6.  | „We Own the Night (The Dinner Party)“ |  | Mary, Mrs. du Maurier, Lord Cannan, Frohman, Sylvia, J. M. Barrie, Jungen, Bedienstete |
| 7.  | „Sylvia’s Lullaby“                    |  | Sylvia                                                                                 |
| 8.  | „Neverland“                           |  | J. M. Barrie                                                                           |
| 9.  | „Circus of Your Mind“                 |  | Frohman, Mary, Mrs. du Maurier, Ensemble                                               |
| 10. | „Hook“                                |  | James Hook, Ensemble                                                                   |
| 11. | „Stronger“                            |  | J. M. Barrie, James Hook, Ensemble                                                     |

|     | Zweiter Akt                             |  | Darsteller                                                   |
| --- | --------------------------------------- |  | ------------------------------------------------------------ |
| 12. | „The World is Upside Down“              |  | J. M. Barrie, Frohman, Acting Troupe                         |
| 13. | Play                                    |  | Frohman, Sylvia, Acting Troupe                               |
| 14. | „What You Mean to Me“                   |  | J. M. Barrie, Sylvia                                         |
| 15. | „We’re All Made of Stars“               |  | Llewelyn Davies Jungen                                       |
| 16. | „When Your Feet Don’t Touch the Ground“ |  | J. M. Barrie, Peter                                          |
| 17. | „Something About This Night“            |  | Frohman, the Acting Troupe, J. M. Barrie, Peter              |
| 18. | „Neverland (Reprise)“                   |  | J. M. Barrie, Sylvia, Mrs. du Maurier, Jungen, Acting Troupe |
| 19. | „Finale (All That Matters)“             |  | Mrs. du Maurier, J. M. Barrie, Ensemble                      |

### Entwicklungsphase
| 1. | „Prologue“                  |  | 10. | „Stronger“ / „Live By the Hook“         |
| 2. | „Better“                    |  | 11. | „The World is Upside Down“              |
| 3. | „Believe“                   |  | 12. | „Play“                                  |
| 4. | „Rearranging the Furniture“ |  | 13. | „What You Mean to Me“                   |
| 5. | „Big Adventure“             |  | 14. | „Stars“                                 |
| 6. | „Feels Like Summer“         |  | 15. | „When Your Feet Don’t Touch the Ground“ |
| 7. | „We Own the Night“          |  | 16. | „Something About This Night“            |
| 8. | „Dream the Dream (Lullaby)“ |  | 17. | „Never Never Land (Reprise)“            |
| 9. | „Circus of Your Mind“       |  | 18. | „Dream the Dream“                       |

## Rezeption

### Kritiken

#### Broadway, NYC
“Das Musical ist ein mitreißender Publikumsmagnet, wie sie leider nur noch selten am Broadway zu finden sind.”

“Inszeniert von Diane Paulus mit fantasievollem Fingerspitzengefühl.”

“James Grahams fachmännisches Drehbuch folgt dem grundsätzlichen Aufbau der Filmvorlage, gibt sich aber zu oft mit Klichées zufrieden. Matthew Morrisons J. M. Barrie ist ein ansprechender Niemand und doch ein unwilliger Protagonist, zu oft ein passiver Beobachter der Spielereien der vier Jungs. Regisseurin Paulus und Morrison haben sich mit dem Text herumgeschlagen, um Barrie überzeugender zu machen (…). Barlows und Kennedys Melodien bieten eine vertraute tänzerische Fröhlichkeit und sind eingängig wie einige altbekannte Beatles-Songs, die Texte allerdings sind banal und leicht zu vergessen. Während die eher rührseligen Balladen ‚Believe‘, ‚All That Matters‘ und ‚What You Mean To Me‘ genau so aus Duzenden anderer Musicals stammen könnten, machen die flotteren Stücke aber wirklich Spaß.”

“Diese anspruchsvolle und aufregende Produktion ist ein wahres Muss!”

“Der erste Applaus ertönt schon vor der Ouvertüre. Ein tobendes Klatschen bricht im Saal aus, als ein heller Lichtpunkt über Decke und Vorhang des Lunt-Fontanne Theaters in New York tanzt, wo das Musical Finding Neverland am Mittwochabend eröffnete. Dieses kleine Licht sorgt unter Garantie für eine Pavlov’sche Reaktion bei jedem, der mit der Geschichte von ‚Peter Pan‘ in ihren unzähligen Formen vertraut ist, was sicherlich auf jeden zutrifft, der seine Brieftasche für diesen Abend etwas erleichtert hat. Besagtes Lichtlein steht für Tinker Bell, diese temperamentvolle Fee, die Applaus benötigt, um am Leben zu bleiben. (…) Die Show, erstmals produziert 2012 in Leicester, England, wurde am American Repertory Theater in Cambridge, Mass., wiederbelebt und vollständig umgerüstet, dort sah ich es sie bereits im vergangenen Sommer. Damals hatte ich nicht viel zu beanstanden (…). Für New York wurde Mr. Jordan durch den berühmteren (und besseraussehenden) Mr. Morrison ersetzt. Aus Cambridge übernommen wurde die originelle, liebenswürdige Hauptdarstellerin Laura Michelle Kelly. Allerdings wurde auch Mr. Grammer angeschleppt und ersetzt einen sehr guten Michael McGrath in der Doppelrolle von Barries amerikanischem Produzenten Charles Frohman und Captain Hook, dem Antagonisten, der im Finale des ersten Aktes dieser Version dem Es Barries entspringt. Ja, genau. In dieser Erzählung von Barries Leben braucht es ein Es, um Nimmerland zu erschaffen. Zu Anfang sehen wir unseren bärtigen, schottischen Helden als einen erfolgreichen und beliebten Schriftsteller, der unter einer Schreibblockade und der unglücklichen Ehe mit einer oberflächlichen Aristokratin (Teal Wicks) leidet. Eines Tages trifft er in den Kensington Gardens vier bezaubernde kleine Jungen, die Llewelyn-Davies-Brüder. Nur zu gern nimmt er Teil an ihren wilden Rollenspielen, die der später gesanglich ausgedrückten Philosophie folgen, die Welt sei ‚so mysteriös und wild / sobald man beginnt, sie durch die Augen eines Kindes zu betrachten‘ (‚Play‘). Das Schauspiel, wie ein fremder Mann im Park mit kleinen Kindern spielt, löst für gewöhnlich Alarmglocken aus – zumindest in diesem Zeitalter des Amber Alert. Doch kein Grund zur Sorge: Mr. Morrison hat seine entschlossen neutrale Darbietung von jeglicher sexuellen Andeutung befreit. Bühne frei für die Mutter der Jungen, Sylvia (Ms. Kelly), eine Witwe mit einem schlimmen Husten und einem inneren Kind, das sich augenblicklich zu Barrie hingezogen fühlt, zu dem sie sagt: ‚Ich denke, zu glauben ist wie Flügel zu haben.‘ Bei all dem Herumtollen mit Sylvia und ihren Söhnen stellt Barrie fest, dass das kindliche Spiel ein Theaterstück inspirieren kann. So entsteht das Werk, das ihm die Unsterblichkeit schenkt, und zugleich das langlebigste Portrait von Entwicklungshemmung der Theatergeschichte. Ausgestattet mit einem bläulichen Vintage-Postkarten Bühnenbild von Scott Pask und mit historischen Kostümen von Suttirat Anne Larlarb, folgt ‚Finding Neverland‘ Barries Kampf gegen seine eigenen Hemmungen und eine Welt von steifen, missbilligenden Erwachsenen. Wie schon die Disney-Bühnenversion von ‚Mary Poppins‘ (Ms. Kelly hatte die Hauptrolle in London), springt auch diese Show zwischen Sonnenlicht und Mitternachts-Flair hin und her (für die Beleuchtung verantwortlich ist Kenneth Posner). (…) Doch Schatten bergen stets Schätze, so auch hier in einer klimaktischen Fantasie-Sequenz, in der Captain Hook leibhaftig wird um Barrie mit seiner dunklen Seite in Kontakt zu bringen: ‚Lass mich frei!‘, weist er Barrie an. Barries Entwicklung ist unterlegt von einer Partitur, die Bilder aus animierten Abenteuerfilmen ins Gedächtnis ruft (…). Mr. Barlow, der Komponist, war ein Gründungsmitglied der britischen Boyband Take That und Jurymitglied einer britischen Castingshow. Jedes Lied (…) erinnert vage an vertraute Melodien, die den Soundtrack unseres Lebens ausgemacht haben. Wie kann man das Klagen einer Blechflöte hören, ohne an Céline Dion zu denken, die den Untergang der Titanic beweint? (Ms. Kelly und Mr. Morrison nehmen gar die berühmte Haltung des schicksalhaften Liebespaares ein). (…) Fast jedes Element dieser Produktion scheint bereits irgendwo anders aufgetaucht zu sein: Die Dialoge, die ruckartige Choreographie von Mia Michaels, die Witze, die anachronistische Darstellung der Schauspieler, die Barries Stücke umsetzen. (…) Es ist gut möglich, dass ebendieses Fehlen von Neuartigem zu dem besonderen Reiz dieses Stückes beigetragen hat. Finding Neverland war in Cambridge völlig ausverkauft, und auch hier ist es bereits ein extrem erfolgreicher Kassenschlager. Auf Barries Aussage hin, er arbeite an einem neuen und überraschenden Stück, antwortet sein Produzent Frohman, er möge keine Überraschungen: ‚Ich sagte, ich will etwas Neues. Neu heißt nicht notwendigerweise Anders. Betrachten Sie es wie – einen neuen Pfennig. Er sieht so aus und fühlt sich so an wie ein alter Pfennig, richtig? Aber er ist eben – glänzender.‘ Nach diesem Kriterium könnte Finding Neverland auch glatt eine Charles Frohman Produktion sein.”

“(…) ein wunderbares, kurzweiliges, bewegendes Erlebnis mit großartigen, unfassbar unterhaltsamen Liedern.”

“Meine Frau und ich hatten das Privileg, diese Show zu sehen, und haben es unglaublich genossen. Ignorieren Sie die erste Times-Kritik und lassen Sie sich von dem fantastische Ensemble mitreißen!”

“Ein Fest der Fantasie!”

#### A.R.T. Cambridge
“Mal fahl und mal wundervoll (…) gut gesungen, manchmal gar charmant, und schön inszeniert – aber langweilig. Finding Neverland muss sich selbst noch finden. Erst als ein emporschnellender Song den ersten Akt abschließt - präsentiert von Topliner Jeremy Jordan (Smash), der den introvertierten schottischen Dramatiker mit süßer Zuneigung und einer Prise Sexappeal spielt - erhält die Produktion den so dringend benötigten Auftrieb (…). Es ist Barries ‚Let It Go‘ (lass los) Moment, er stellt sich seinen Dämonen, personifiziert in Captain Hook. Dieser wird gespielt von Michael McGrath, der zugleich mit saurem Vergnügen Barries Produzenten Charles Frohman portraitiert. (…) Dass etwas fehlt, merken Sie, wenn die Dienstboten (…) nach einer exzentrisch spielerischen Choreographie von Mia Michaels über die Bühne tänzeln. Es hat sich viel getan, seit das Musical 2012 in Leicester, England, seine Türen öffnete, vor allem durch eine vollständige Neubesetzung der Gestalter-Rige. Dabei ist nun als Steuerfrau Diane Paulus, die auch ‚Pippin‘ für die aktuelle Broadway Show neu erfand, ein neues Buch von James Graham (Autor von ‚This House‘, National Theater) und eine neue Partitur von den Brit-Pop Songwritern Gary Barlow (aus der 90er Boygroup Take That) und Eliot Kennedy. Doch es wird noch mehr Arbeit nötig sein, bevor diese Show nach den Sternen greifen kann. Während einige der Melodien einen Anklang von Unbekümmertheit und Freude in sich tragen – so auch das Titellied, welches Jennifer Hudson bereits bei den Tony Awards präsentierte (nein, sie ist nicht Teil der Show) – gehören andere in die Kategorie ‚erfüllt seinen Zweck‘. Die Geschichte konzentriert sich auf Barrie und seine Schreibblockade (weshalb es dem Publikum erst nicht leicht fällt, sich mit dem Thema zu identifizieren) und wie er durch eine schöne Witwe (Laura Michelle Kelly) und ihre wilden Jungs (Alex Dreier, Hayden Signoretti, Sawyer Nunes) zu sich selbst und zu neuer Inspiration findet. Besonders hilft ihm dabei einer der Jungen, Peter (Aiden Gemme), der sich anfangs noch gegen Barries kindliche Vorstellungskraft sträubt. Die schnelle Kehrtwende des Jungen in Graham’s geradliniger Erzählweise beraubt den ersten Akt um potentielles Interesse und einiges an Charaktertiefe. Ohne diesen Konflikt konzentriert sich alles Drama auf die herrische Mutter der Witwe (Carolee Carmello), die sich misstrauisch gegenüber Barries Zuneigung zu der Familie und seiner oberflächlichen Gattin (Jeanna DeWaal) gibt. Verständlicherweise musste ein Großteil des Tohuwabohu der wahren Geschichte geordnet, vereinfacht oder sentimentalisiert werden, leider gingen dadurch aber auch viele scharfe Kanten und einiges an Schwung verloren. Der erste Akt hinkt bis zum Ende, trotz einiger Auftritte von Barries liturgischer Theatertruppe und einer Sequenz, in der die Kinder – von Barrie angestachelt – eine Dinnerparty auf den Kopf stellen. Der zweite Akt hat mehr Pep: Es ist 1904, Barries neues Stück bewegt sich nun auf die große Eröffnungsnacht zu – und die Witwe erkrankt schwer. Es gibt zwar keine Schwebeszenen – ein strategischer Fehler (…) – spätestens der Übergang der Witwe ins Nimmerland ist aber ein faszinierendes Stück Bühnenkunst samt einer „Luftskulptur“ von Daniel Wurtzel. Doch nichts in der Produktion reicht ganz an den entzückenden Pre-Show-Auftritt von Tinker Bell heran. „Finging Neverland“ wird mehr von dieser Magie des Theaters brauchen, wenn es das Publikum süchtig machen möchte.”

### Auszeichnungen
- Drama Desk Award 2015[14]
  - Outstanding Actor in a Musical: Matthew Morrison – Nominierung
  - Outstanding Featured Actress in a Musical: Carolee Carmello – Nominierung
- Audience Choice Award 2015[40]
  - Favorite New Musical: Finding Neverland (Gary Barlow, James Graham & Eliot Kennedy)
  - Favorite Leading Actor in a Musical: Matthew Morrison, Finding Neverland
  - Favorite Onstage Pair: Laura Michelle Kelly & Matthew Morrison, Finding Neverland
  - Favorite New Song: „Believe“ – Finding Neverland (Gary Barlow & Eliot Kennedy)

## Finding Neverland: The Album
Nach erfolgreichem Start am Broadway wurde im April 2015 ein Konzeptalbum mit dem Titel Finding Neverland: The Album unter Mitwirkung diverser bekannter Sänger produziert.
| #   | Titel                                 | Interpret(en)                           | Länge |
| --- | ------------------------------------- | --------------------------------------- | ----- |
| 1.  | Neverland                             | Zendaya                                 | 3:43  |
| 2.  | Stronger                              | Kiesza                                  | 4:13  |
| 3.  | Believe                               | Nick Jonas                              | 3:21  |
| 4.  | When Your Feet Don’t Touch the Ground | Ellie Goulding                          | 5:11  |
| 5.  | Circus of Your Mind                   | Paloma Faith                            | 3:18  |
| 6.  | What You Mean To Me                   | Jennifer Lopez / Trey Songz             | 3:57  |
| 7.  | Are We Gonna Play?                    | Rita Ora / Sage The Gemini              | 2:48  |
| 8.  | Anywhere But Here                     | Christina Aguilera                      | 3:38  |
| 9.  | Beautiful Day                         | Jon Bon Jovi                            | 3:50  |
| 10. | Stars                                 | Pentatonix                              | 3:02  |
| 11. | My Imagination                        | John Legend                             | 3:39  |
| 12. | Something About This Night            | Gary Barlow                             | 4:20  |
| 13. | We Own the Night                      | Matthew Morrison                        | 4:12  |
| 14. | All That Matters                      | Laura Michelle Kelly / Matthew Morrison | 3:36  |
| 15. | If the World Turned Upside Down       | The Goo Goo Dolls                       | 3:55  |

## Finding Neverland – Original Broadway Recording
Am 18. Juli 2015 wurde ein weiteres Studioalbum mit Aufnahmen der ursprünglichen Ensemble-Mitglieder (Broadway) veröffentlicht.
| #   | Titel                                 | Interpret(en) | Länge |
| --- | ------------------------------------- | --- | ----- |
| 1.  | Prologue                              | Original Broadway Cast | 1:41  |
| 2.  | If the World Turned Upside Down       | Matthew Morrison | 1:43  |
| 3.  | All of London Is Here Tonight         | Kelsey Grammer / Matthew Morrison / Teal Wicks                                                                                    | 2:22  |
| 4.  | The Pirates of Kensington             | Christopher Paul Richards / Hayden Signoretti / Noah Hinsdale / Sawyer Nunes                                                      | 1:03  |
| 5.  | Believe                               | Aidan Gemme / Alex Dreier / Christopher Paul Richards / Laura Michelle Kelly / Matthew Morrison / Sawyer Nunes                    | 3:50  |
| 6.  | We Own the Night                      | Aidan Gemme / Alex Dreier / Christopher Paul Richards / Laura Michelle Kelly / Matthew Morrison / Sawyer Nunes                    | 3:04  |
| 7.  | All That Matters                      | Laura Michelle Kelly | 3:12  |
| 8.  | Sylvia’s Lullaby                      | Laura Michelle Kelly | 1:34  |
| 9.  | Neverland                             | Matthew Morrison / Laura Michelle Kelly                                                                                           | 3:00  |
| 10. | Circus of Your Mind                   | Carolee Carmello / Kelsey Grammer / Teal Wicks                                                                                    | 4:31  |
| 11. | Live By the Hook                      | Kelsey Grammer | 3:47  |
| 12. | Stronger                              | Kelsey Grammer / Matthew Morrison                                                                                                 | 3:23  |
| 13. | The World Is Upside Down              | Aidan Gemme / Alex Dreier / Christopher Paul Richards / Kelsey Grammer / Matthew Morrison / Sawyer Nunes                          | 2:15  |
| 14. | What You Mean to Me                   | Laura Michelle Kelly / Matthew Morrison                                                                                           | 3:34  |
| 15. | Play                                  | Kelsey Grammer / Laura Michelle Kelly / Matthew Morrison                                                                          | 4:33  |
| 16. | We’re All Made of Stars               | Aidan Gemme / Alex Dreier / Christopher Paul Richards / Sawyer Nunes                                                              | 1:56  |
| 17. | When Your Feet Don’t Touch the Ground | Aidan Gemme / Matthew Morrison | 4:02  |
| 18. | Something About This Night            | Aidan Gemme / Chris Dwan / Kelsey Grammer / Matthew Morrison                                                                      | 2:13  |
| 19. | Neverland (Reprise)                   | Aidan Gemme / Alex Dreier / Carolee Carmello / Christopher Paul Richards / Laura Michelle Kelly / Matthew Morrison / Sawyer Nunes | 7:22  |
| 20. | Finale                                | Aidan Gemme / Alex Dreier / Carolee Carmello / Christopher Paul Richards / Matthew Morrison / Sawyer Nunes                        | 2:49  |
| 21. | Play (Ensemble Version)               | Original Broadway Cast | 4:32  |

## Trivia
- Ein Teil des Broadway-Ensembles trat im weißen Haus anlässlich des Projekts „Broadway at the White House“ auf, einem Programm für Schauspielschüler.[41]
- Zum Valentinstag 2016 und dem ersten Jahrestag der Broadway-Produktion taten sich Matthew Morrison und Laura Michelle Kelly mit dem Pianisten Lang Lang zusammen, der ihr Duett What You Mean to Me neu interpretierte.[42] Ein entsprechendes Musikvideo wurde bereits am 12. Februar 2016 auf dem offiziellen YouTube-Kanal des Musicals veröffentlicht.[43]